# Тевно езеро (заслон)
 Тази статия е за заслона.  За езерото вижте Малокаменишки езера.  
„Тевно езеро“ е заслон, намиращ се в Пирин планина, на източния бряг на Тевното езеро в циркуса Белемето, на 2512 м. надморска височина. Заслонът е проектиран от планинаря и строител на хижи Петър Пъцков. Построен е от ЦС на БТС през 1972 г.
Представлява двуетажна постройка със столова на първия етаж и общо спално помещение с нарове с капацитет 30 места на втория етаж. В задната част на заслона са изградени 3 допълнителни помещения (бунгала) с общ капацитет от около 25 места на нарове. Възможно е пренощуване в общото помещение на около 15 души. В заслона се предлагат топла храна и напитки. Електрифициран е чрез собствен генератор, питейната вода е от извор над заслона, водата за санитарни нужди се взима от езерото. Тоалетната е външна.
В края на 2008 г. започва изграждане на допълнителни помещения към заслона, като се очаква капацитетът му да се удвои.

## Туристически маршрути
Заслон „Тевно езеро“ е едно от най-популярните места за нощуване в северния пирински дял. Средищното му разположение и уникалната природна гледка в циркуса Белемето определят присъствието му в повечето пирински маршрути.
Изходни пунктове
- гр. Банско – 7 часа през х. „Демяница“ и Мозговишка порта
- гр. Добринище – 9 часа през х. „Гоце Делчев“ и хижа „Безбог“

Изходни точки
- х. „Демяница“ – 3 часа по долината на река Демяница през Мозговишка порта
- х. „Безбог“ – 3 часа през Поповоезерен циркус, Краледворски циркус и Лява краледворска порта
- х. „Безбог“ – 4 часа през „Дженгалска порта“ със ски през пролетта
- х. „Вихрен“ – 7 часа през Бъндеришки циркус, Башлийска порта, Типиците и Мозговишка порта
- х. „Пирин“ – 4 часа през Демиркапийски циркус и Дясна краледворска порта.
- х. „Беговица“ – 3 часа през Беговишки циркус Беговишки превал
- з. „Спано поле“ – 4 часа през Чаирски езера, Превала и Мозговишка порта.

Кратки излети в околността
- до връх Валявишки чукар – 0,5 часа
- до връх Момин двор – 0,5 часа
- до Краледворски циркус и Самодивските езера – 1,5 часа
- до Демиркапийски циркус и Митрово и Аргирово езеро – 1,5 часа
- до Валявишки циркус и езерата в него – 1,5 часа

## Галерия
- Изглед към заслона
- Залон Тевно езеро през зимата